# Mónica González Islas
Mónica González Islas (Ciudad de México, 1976) es una fotógrafa y documentalista mexicana que se centra en temas sociales y políticos en México y América Latina, tales como migración, género, derechos humanos y violencia. Ganadora del Premio Nacional de Periodismo en 2011.

## Biografía
Se graduó en Ciencias de la Comunicación y Periodismo en la Universidad Nacional Autónoma de México. Para complementar su formación estudió fotografía digital con The Dallas Morning News, Nuevas Narrativas en colaboración con World Press Photo y la Fundación Pedro Meyer, un diplomado de Realización Cinematográfica en la Academia de San Carlos, Nuevas Narrativas de la Violencia Universidad Iberoamericana, entre otros cursos y talleres.
Desde 1999 se desempeña como fotógrafa de la Agencia Mexicana de Noticias NOTIMEX, Periódico El Economista, Diario El Centro, Fotógrafa del Diario y Semanal Milenio. Mónica González Islas también trabajó y colaboró para distintos medios de comunicación como Revista Expansión, The Dallas Morning News, Newsweek Magazine, Vice México, ABC España, Global Nation PRI’s The World, Revista Sierra Club EU, la revista francesa Les Inrockuptibles y HBO Proyecto 48. 

Realizó una travesía en motocicleta par cubrir la nota roja en la Ciudad de México y el Estado de México, también participó en el recorrido a pie en 2011 junto con los cientos de víctimas que se reunieron alrededor de la Caravana por la paz con justicia y dignidad que encabezó el poeta Javier Sicilia. Esta experiencia la marcó de tal manera que cambió su enfoque en la manera de proyectar su trabajo. González Islas entendió que no podía seguir retratando la violencia como hasta entonces lo había hecho. En sus propias palabras: 
Hay que retratar las consecuencias del dolor, no únicamente su violencia.
En 2015 se integró en la Red de Periodistas de a Pie con quienes coordinó y realizó distintos proyectos de investigación periodística sobre las masacres de migrantes en México, cobertura de la trata de las mujeres, feminicidios y una serie documental que retrata la conversión de madres, padres, hermanos, hijos y parejas de personas desaparecidas, en antropólogos forenses, gestores, abogados, investigadores y peritos.
Adicionalmente se ha especializado en la edición, producción y visualización multimedia a través de documentales, video, ilustración, animación y fotografía.

## Proyectos
Ha trabajado en proyectos documentales y reportajes haciendo relatos sobre temas sociales de México.
- Migración de mexicanos en el cruce fronterizo de Altar – Sasabe, Sonora, por el desierto de Arizona.
- El Table Dance en México
- El Sentido Anatómico y la transexualidad con un nuevo núcleo familiar
- Geografía del Dolor
- Masde72
- Cadena de Mando
- Buscadores

## Exposiciones
- El Camino de la Ausencia. Selección Visionados. PhotoEspaña, Rosario, Argentina, 2014. Casa de América Madrid, España.
- Exposición Busca tus derechos, Tómalos. Comisión Nacional de Derechos Humanos (2014)
- Exposición Colectiva Adiós a las Armas. Museo de la Tolerancia Ciudad de México (2012)
- Ser Mujer Galería Héctor García (2012)
- PhotoFest London (2012)
- Exposición Colectiva VeaCollective Flaneur, PhotoFest Derbi UK (2011)
- Exposición Colectiva Museo Anahuacalli Jóvenes creadores FONCA (2010)
- Fotoperiodismo (2007, 2008, 2009, 2010, 2011)
- Bienal de Fotoperiodismo Cultural (2006)
- Bienal de Fotoperiodismo (2001, 2006)
- Exposición Colectiva Metro del Festival Centro Histórico (2000)

## Reconocimientos
- Premio Gabo (2019) en la categoría Innovación con el trabajo Mujeres en la vitrina, migración en manos de la trata zonadivas.info
- Premio Gabo (2019) en la categoría Cobertura con el trabajo El país de las dos mil fosas
- Premio Gabo (2017) en la categoría Imagen con el trabajo Buscadores en un país de desaparecidos
- Reconocimiento por la revista Time. Women in Photography: 34 Voices From Around the World
- Premio Nacional de Periodismo (2011) en Fotografía con Geografía del dolor
- Premio Nacional de Periodismo (2006) del Club de Periodistas de México y el Politécnico Nacional por el reportaje Migración en el cruce fronterizo de Altar – Sasabe, Sonora, por el desierto de Arizona.
- Beneficiaria de la Beca Prende en Profesionalización de Periodismo en Derechos Humanos 2016.
- Beneficiaría del Programa de Fomento a Proyectos y Coinversiones Culturales FONCA en el 2013.
- Becaria Jóvenes Creadores 2009-2010.[7][8][9][10][11][12]